# Osiedle Łużyckie
Osiedle Łużyckie – osiedle mieszkalne w Zielonej Górze, w zachodniej części miasta, ok. 2 km od centrum. Położone jest między osiedlami Zacisze, Winnica, Słoneczne oraz Przyjaźni. 
Znajdują się tu 22 bloki mieszkalne, przedszkole nr 21 i 25, poczta oraz przychodnia zdrowia. 
Osiedle wybudowano w sposób nieregularny wzdłuż ulicy Krośnieńskiej (przed 1945 Lessener Strasse, wówczas ulica wylotowa na Leśniów Wielki i dalej na Krosno Odrzańskie) stąd pomiędzy blokami znajdują się przedwojenne domy. Dawny układ ulicy pozostaje czytelny jedynie na jej początku, jej bieg na wysokości posesji numer 21 został przerwany.
Na osiedlu znajdują się powstałe w latach 70. XX w.: Szkoła Podstawowa nr 2 oraz centrum handlowe - popularnie zwane przez zielonogórzan "Mrowiskiem".
Przy ul. św. Trójcy znajduje się Park św. Trójcy – były, przedwojenny cmentarz o tej samej nazwie. Przez teren osiedla przechodziły też tory nieczynnej kolei szprotawskiej.

## Ulice na osiedlu
- Al. Wojska Polskiego
- ul. Stefana Wyszyńskiego
- ul. św. Trójcy
- ul. E. Rydza-Śmigłego
- ul. Żołnierzy II Armii
- ul. Miodowa
- ul. Krośnieńska
- ul. Łużycka
- ul. Dąbrówki
- ul. Osadnicza
- ul. Objazdowa
- ul. Energetyków
- ul. Lisia

## Galeria

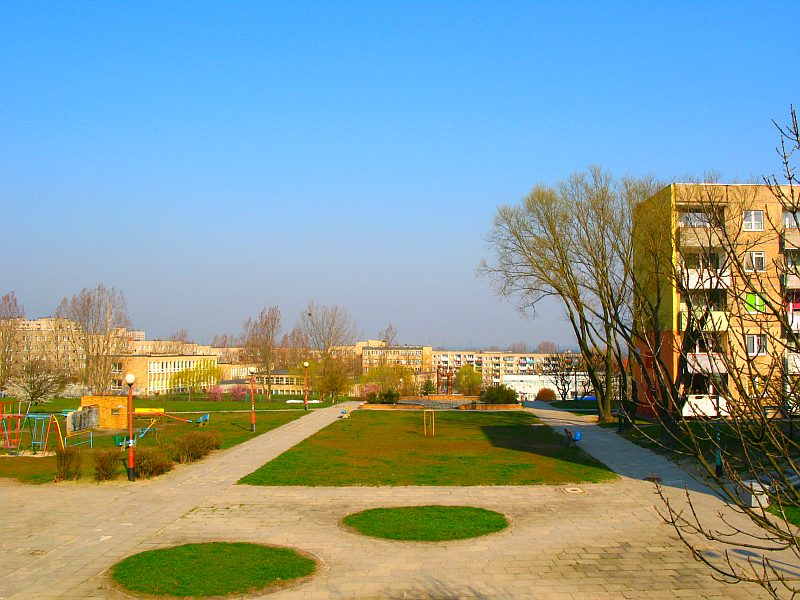
Osiedle Łużyckie
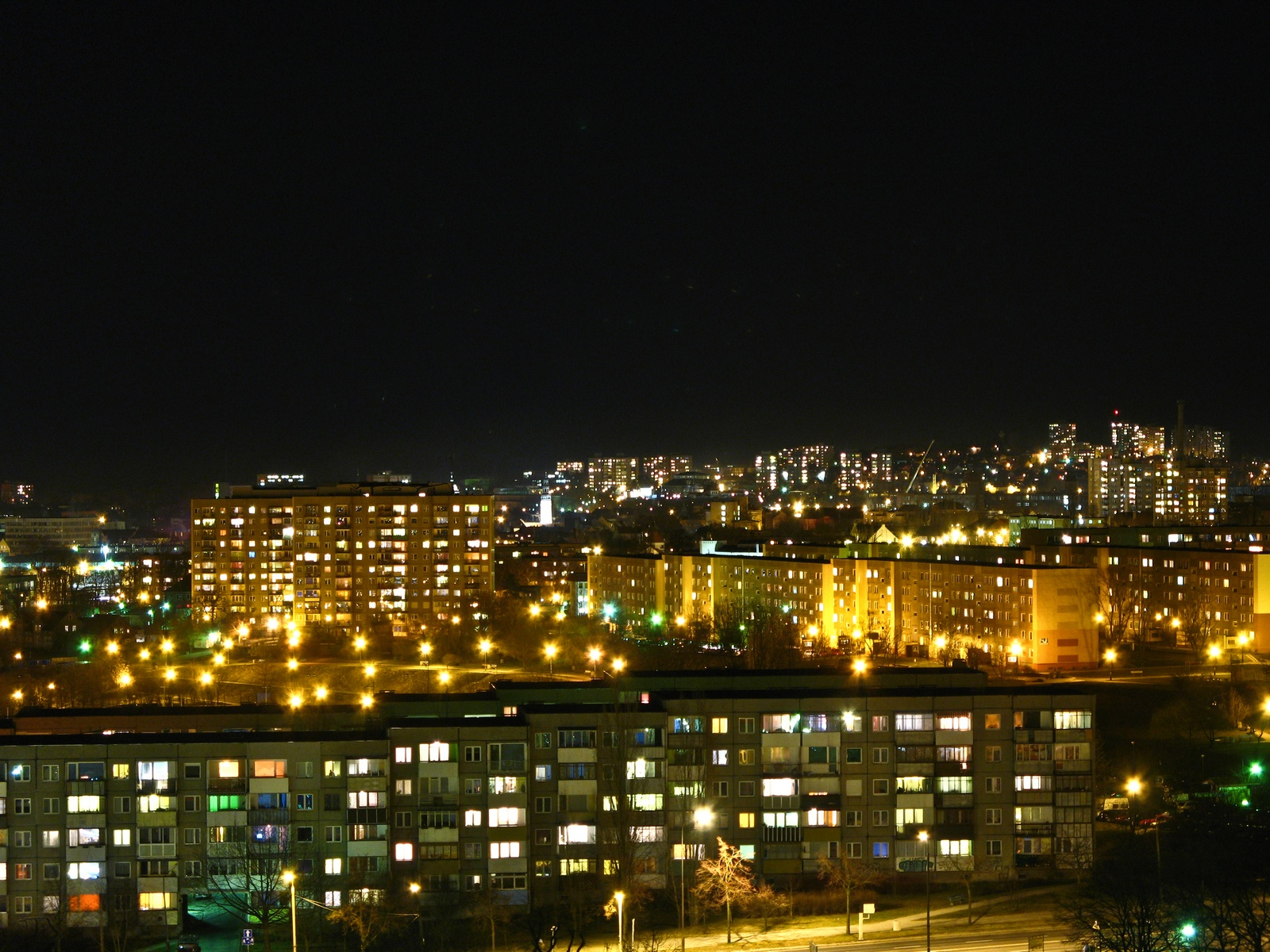
Osiedle Łużyckie nocą - widok z Osiedla Przyjaźni
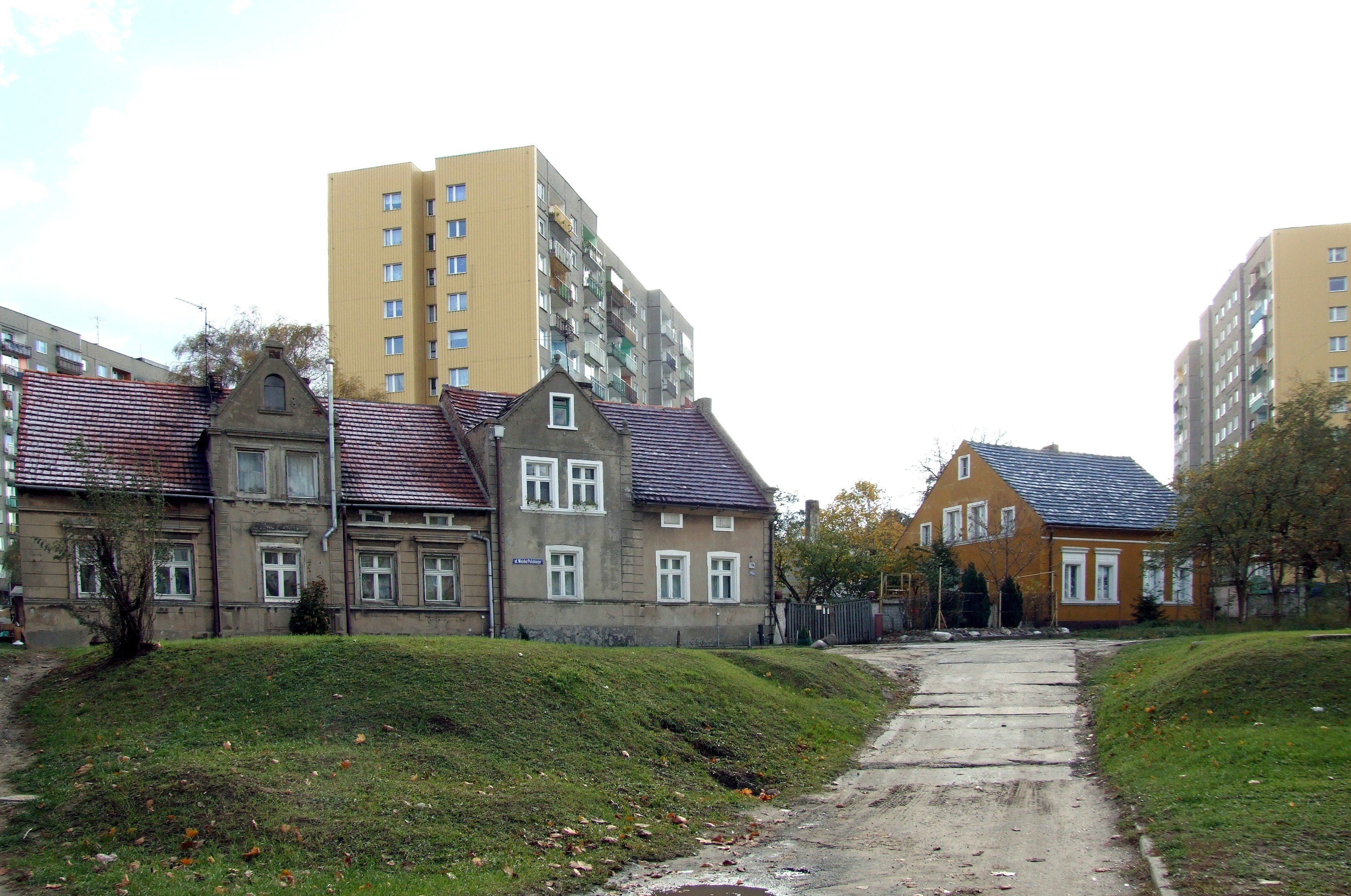
Przedwojenne budynki wewnątrz osiedla